# 2023년 세계 피겨스케이팅 선수권 대회
2023년 세계 피겨스케이팅 선수권 대회(일본어: 2023年世界フィギュアスケート選手権)는 국제 빙상 경기 연맹(ISU) 주관으로 2023년 3월 22일부터 3월 26일까지 일본 사이타마시에서 진행된 세계 피겨스케이팅 선수권 대회이다. 남자 싱글, 여자 싱글, 페어, 아이스댄싱 네 종목이 진행되었으며 개최국 일본이 금메달 4개 중 3개를 획득했다.

## 메달 집계
| 순위       | 나라       | 금 | 은 | 동 | 합계 |
| ---------- | ---------- | -- | -- | -- | ---- |
| 1          | 일본       | 3  | 0  | 0  | 3    |
| 2          | 미국       | 1  | 1  | 1  | 3    |
| 3          | 대한민국   | 0  | 2  | 0  | 2    |
| 4          | 이탈리아   | 0  | 1  | 1  | 2    |
| 5          | 벨기에     | 0  | 0  | 1  | 1    |
| 5          | 캐나다     | 0  | 0  | 1  | 1    |
| 합계 (6개) | 합계 (6개) | 4  | 4  | 4  | 12   |

## 메달리스트
| 종목       | 금                             | 은                                   | 동                             |
| ---------- | ------------------------------ | ------------------------------------ | ------------------------------ |
| 남자 싱글  | 우노 쇼마 일본                 | 차준환 대한민국                      | 일리아 말리닌 미국             |
| 여자 싱글  | 사카모토 가오리 일본           | 이해인 대한민국                      | 루나 헨드릭스 벨기에           |
| 페어       | 일본 미우라 리쿠 기하라 류이치 | 미국 알렉사 니어림 브랜던 프레이저   | 이탈리아 사라 콘티 니콜로 마치 |
| 아이스댄스 | 미국 매디슨 척 에번 베이츠     | 이탈리아 샤를렌 기냐르 마르코 파브리 | 캐나다 파이퍼 질스 폴 푸아리에 |